# Bryan Zaragoza
Bryan Zaragoza Martínez (* 9. září 2001 Málaga) je španělský profesionální fotbalista, který hraje na pozici křídelníka či ofensivního záložníka za německý klub FC Bayern Mnichov a za španělský národní tým.

## Klubová kariéra

### Granada CF
Zaragoza se narodil v andaluské Málaze a fotbal začal hrát v klubu CD Conejito de Málaga. Zaragoza následně v roce 2019 přešel do mládežnické akademie Granady. V létě 2020 odešel na hsotování do týmu CD El Ejido ze Segunda División B.
V A-týmu Granady debutoval 30. listopadu 2021, kdy nastoupil jako střídající hráč v zápase proti CD Laguna de Tenerife (výhra 7:0) v rámci Copa del Rey.
Svůj debut v ligové soutěži si odbyl 12. září 2022 v utkání Segunda División proti Eibaru. Svůj první profesionální gól vstřelil Zaragoza 18. listopadu 2022, kdy se postaral o třetí branku svého týmu v domácím utkání s Albacete Balompié (výhra 4:0). Poté, co 29. května následujícího roku pomohl Nazaríes k postupu do La Ligy z prvního místa, prodloužil svou smlouvu do června 2027, jejíž součástí byla i výstupní klauzule nastavená na čtrnáct milionů eur.
V nejvyšší španělské fotbalové soutěži Zaragoza debutoval 14. srpna 2023, kdy odehrál posledních 9 minut při venkovní prohře 3:1 s Atléticem Madrid. 8. října 2023 Zaragoza dvakrát skóroval při domácí remíze 2:2 proti FC Barcelona.

### FC Bayern Mnichov
V prosinci 2023 bylo oznámeno, že Zaragoza po sezóně 2023/24 přestoupí do německého Bayernu Mnichov za částku 13 až 15 milionů eur, což je pro Granadu, historický přestupový rekord. Zaragoza podepsal smlouvu na pět let.

## Reprezentační kariéra
V říjnu 2023 se dočkal debutu ve španělském národním týmu, za reprezentaci nastoupil v kvalifikaci na EURO 2024 proti Skotsku. Granada se hráče ve španělském národním týmu přitom dočkala po dlouhých 49 letech.